# フェルナンド・フォレスティエリ
フェルナンド・フォレスティエリ（Fernando Forestieri 、1990年1月15日 - ）は、アルゼンチン・ロサリオ出身のプロサッカー選手。ジョホール・ダルル・タクジムFC所属。ポジションはFW。

## 経歴

### 初期
イタリア人の両親の下、ロサリオで生まれ育った。2003年からニューウェルス・オールドボーイズでプレーを始め、13歳の時に5万ドルでボカ・ジュニアーズが獲得した。その後、両親のイタリア帰国に伴いジェノアCFCに移籍。

### ジェノア
2006年1月、クラブと最初のプロ契約を結んだ。3月、前所属クラブのボカ・ジュニアーズは契約の無効をアルゼンチンサッカー協会に訴え、ジェノアからの育成保証金30万ユーロの受け取りを拒否した。このような騒動があったもののジェノアでのプレーを続け、夏にはプロデビュー前ながらトリノFCから50万ユーロでの獲得オファーが届いた。
2006年11月8日のコッパ・イタリア・エンポリFC戦でトップチームデビュー。2007年1月13日のペスカーラ・カルチョ戦でセリエB初出場。
2007年7月25日、アブドゥレイ・コンコとアンドレア・マジエッロの取引の一環として、170万ユーロでACシエナとの共同保有になった。9月26日のアタランタBC戦でセリアA初出場。
2008年6月25日、ジェノアが450万ユーロで保有権の全てを買い取った。

### ウディネーゼ
2009年7月、ラ・リーガのマラガCFにレンタル移籍。7月28日、150万ユーロでウディネーゼ・カルチョとジェノアの共同保有になった。
2011年1月、セリエBのエンポリFCにレンタル移籍。2011年7月15日、セリエBに降格したASバーリにレンタル移籍。

### ワトフォード
2012年8月31日、ワトフォードFCにレンタルで加入。2013年1月14日、完全移籍に移行し5年半契約にサインした。

### シェフィールド・ウェンズデイ
2015年8月29日、シェフィールド・ウェンズデイFCに完全移籍。2015-16シーズンは全公式戦合計でチームトップの15ゴールをマーク。シーズン終了後のサポーター投票でチームのベストプレーヤーに選ばれた。2017年1月9日、クラブとの契約を2020年夏まで延長。2020年6月24日、クラブはフォレスティエリとの契約を更新しないことを発表した。

### ウディネーゼ復帰
2020年9月8日、ウディネーゼ・カルチョと2022年6月30日までの契約で復帰することが発表された。

## 代表歴
アルゼンチン生まれながら、ユース年代のイタリア代表歴がある。
U-19イタリア代表の一員として参加したUEFA U-19欧州選手権2008では1ゴールを決め、準優勝に貢献した。

## 所属クラブ
ユース
- ニューウェルス・オールドボーイズ 2003
- ボカ・ジュニアーズ 2003-2006

プロ
- ジェノアCFC 2006-2009

→ ACシエナ 2007-2009 (loan)
→ ヴィチェンツァ・カルチョ 2009 (loan)
- ウディネーゼ・カルチョ 2009-2013

→ マラガCF 2009-2010 (loan)
→ エンポリFC 2011 (loan)
→ ASバーリ 2011-2012 (loan)
→ ワトフォードFC 2013 (loan)
- ワトフォードFC 2013-2015
- シェフィールド・ウェンズデイFC 2015-2020
- ウディネーゼ・カルチョ 2020-2021
- ジョホール・ダルル・タクジムFC 2022-